# Кламат (окръг, Орегон)
Окръг Кламат (на английски: Klamath County) е окръг в щата Орегон, Съединени американски щати. Площта му е 15892 km², а населението - 63775 души (2000). Административен център е град Кламат Фолс.

## Градове
- Малин
- Мерил
- Бонанза
- Чилъкуин